# Кремер, Лео
Ле́о Кре́мер (нем. Leo Krämer; род. 28 января 1944, Пютлинген) — немецкий органист и дирижёр.
Изучал церковную музыку в Трире и Саарбрюккене, в дальнейшем совершенствовал мастерство дирижёра и органиста под руководством Серджиу Челибидаке, Гюнтера Ванда, Ойгена Йохума, Людвига Дёрра. В 1969 году возглавил Филармонический хор земли Саар (Philharmonischen Chor an der Saar). С 1971 по 2009 годы занимал пост титулярного органиста знаменитого Шпейерского собора (в городе Шпайер), с 1990 г. был также соборным капельмейстером. Инициатор и художественный руководитель Международного музыкального фестиваля Dom zu Speyer.
В 1998 году стал почетным профессором в Высшей школы музыки Саара в Саарбрюккене и Высшей школы музыки и исполнительских искусств в Мангейме.
Лауреат Международных конкурсов органистов в Австрии, Бельгии, Германии и Италии. Руководил различными хоровыми и камерными коллективами в Сааре. В 1991—1993 годах возглавлял Эстонский национальный симфонический оркестр, постоянно выступает с камерным составом оркестра Санкт-Петербургской филармонии. В качестве дирижера выступает в Германии, Италии, Японии, Корее, Мексике, России. С 1989 года тесно сотрудничает с творческими коллективами Казанской консерватории.
С 2012 года — художественный руководитель творческого объединения PalatinaKlassik.
Награжден Памятным знаком Петера Корнелиуса (2007) и орденом «За заслуги перед ФРГ».
Как органист считается, прежде всего, специалистом по произведениям Иоганна Себастьяна Баха, а также имеет широкий репертуар романтической музыки.